# 小行星6873
小行星6873（英語：6873 Tasaka）是一颗围绕太阳公转的小行星。1993年4月21日，圓舘金、渡邊和郎在北见发现了此天体。
这颗小行星的绝对星等为52.96356等。